# When Soul Meets Soul
When Soul Meets Soul er en amerikansk stumfilm fra 1912.

## Medvirkende
- Francis X. Bushman som Prins Arames / Delaplane.
- Dolores Cassinelli som Charazel.
- Fred Wulf.
- Beverly Bayne.